# Hemeroblemma amethystina
Hemeroblemma amethystina är en fjärilsart som beskrevs av Jacob Hübner 1818. Hemeroblemma amethystina ingår i släktet Hemeroblemma och familjen nattflyn. Inga underarter finns listade i Catalogue of Life.